# Филд, Дэвид Дадли
Дэвид Дадли Филд (13 февраля 1805, Хаддам, Коннектикут — 13 апреля 1894, Нью-Йорк) — американский юрист и правовед, внёсший значительный вклад в формирование американского законодательства по части гражданского процесса, а также в области в кодификации права.
В 1825 году окончил колледж Уильям, затем изучал право в Олбани, после чего поселился в Нью-Йорке, где в 1828 году получил право заниматься адвокатской практикой и вскоре добился в этом деле значительных успехов. В 1829 году женился; после смерти жены в 1836 году ещё дважды вступал в брак. В 1836 году, будучи убеждён в том, что американское право нуждается в кодификации с целью его унификации и упрощения, отправился в путешествие по Европе, во время которого изучал правовые системы Великобритании, Франции и других стран; после возвращения в США начал добиваться кодификации общего права США, чему посвятил в общей сложности 40 лет своей жизни, не прекращая при этом адвокатской практики.
В первой половине 1840-х годов Филд выступил в печати с несколькими статьями, в которых призывал к кодификации права, однако они не вызвали никакого общественного интереса. В 1846 году опубликовал получившую широкую известность брошюру «The Reorganization of the Judiciary», убедившую Конституционный конвент штата Нью-Йорк в том же году доклад о пользе кодификации законов. В 1847 году был назначен главой государственной комиссии по пересмотру процесса и практики судопроизводства, к 1848 году завершившей первую часть работы над созданием гражданско-процессульаного кодекса США. К 1 января 1850 года был завершён и принят полный вариант кодекса (известный также как Полевой кодекс), охватывавший вопросы гражданского и уголовного законодательства. Основа новой системы, бывшей почти полностью результатом работы Филда, заключалась в отмене существующего различия в формах процедуры между судебными исками и отдельными прошениями о справедливости, и их объединением в одно действие с целью упрощения. В конечном итоге его вариант гражданского законодательства с некоторыми изменениями был принят в 24 штатах, а уголовного — в 18; многие идеи Филда стали основой для процессуальной реформы в Великобритании и некоторых её колониях (в первую очередь в Британской Индии).
В 1857 году Филд возглавил комиссию по написанию и кодификации всей правовой системы штата Нью-Йорк, за исключением вопросов, уже находившихся в ведении комиссии по процессуальным нормам и прошениям; работа этого органа, в части гражданского и политического законодательства почти полностью проделанная Филдом, была завершена в феврале 1865 года, а её результат был принят штатом лишь частично; однако полученные в ходе неё наработки стали основой для кодификации права в большинстве других штатов. В 1866 году Филд предложил образовать комиссию из юристов разных стран для составления кодекса международного права. Его собственный проект международного кодекса был напечатан в 1873 году, а вскоре была основана Международная ассоциация по реформе и кодификации законов наций, президентом которой он стал.
По политическим взглядам Филд был аболиционистом и сторонником Демократической партии США; с 1856 года и до конца Гражданской войны поддерживал Линкольна и Республиканскую партию, но в 1876 году вернулся в Демократическую партию, а с января по март 1877 года замещал в качестве депутата Палаты представителей Смита Эли, ставшего мэром Нью-Йорка, и за это время выступил в ней с шестью речами, каждая из которых привлекла значительное внимание, выступил с законопроектом о преемственности президентских полномочий и защищал перед Электоральной комиссией интересы Сэмуэля Тильдена после противоречивых президентских выборов 1877 года. В 1884—1891 годах под заглавием «Speeches, arguments and miscellaneons papers» были выпущены его речи в трёх томах.